# 존 맥노튼
존 맥노튼(John McNaughton, 1950년 1월 13일 ~ )은 미국의 영화 및 텔레비전 감독이다. 공포 영화, 스릴러 영화, 드라마 영화, 코미디 영화 장르를 아우르며 일리노이주 시카고 출신이다. 헨리 - 연쇄살인범의 초상, 형사 매드독, 와일드 씽 등의 영화 작품이 있다.
맥노튼 감독 최초의 장편 영화는 1986년 영화 헨리 - 연쇄살인범의 초상이다.

## 참여 작품
- 헨리 - 연쇄살인범의 초상
- 형사 매드독
- 와일드 씽
- 위드아웃 어 트레이스